# Sumérien
Vous pouvez aider à l'améliorer ou bien discuter des problèmes sur sa page de discussion.
- Le fond est à vérifier. Si vous venez d’apposer le bandeau, merci d’indiquer ici les points à vérifier. (Marqué depuis mai 2022)

Vous pouvez aider à l'améliorer ou bien discuter des problèmes sur sa page de discussion.
- Il doit être recyclé. La réorganisation et la clarification du contenu sont nécessaires. (Marqué depuis novembre 2023)
- La traduction doit être revue. Le contenu est difficilement compréhensible à cause d’erreurs de traduction, peut-être dues à l’utilisation d’un logiciel de traduction automatique. (Marqué depuis novembre 2023)

Le sumérien (en sumérien EME.ĜIR15) est une langue morte qui était parlée dans l'Antiquité en Basse Mésopotamie. Elle est ainsi la langue parlée à Sumer aux IVe et IIIe millénaires av. J.-C. Le sumérien comportait deux variétés (sociolectes) connues : l'émegir et l'emesal.
Le sumérien est un isolat linguistique, c'est-à-dire qu'il n'a jamais pu être, jusqu'à aujourd'hui, rattaché à une famille de langues connue (comme d'autres langues au Proche-Orient ancien, telles que le hatti et l'élamite,,).
Le sumérien semble être la plus ancienne langue écrite connue, sous une forme d'écriture appelée le cunéiforme, voire la plus ancienne langue connue.
L'akkadien a progressivement remplacé le sumérien comme langue parlée autour du XXe siècle av. J.-C., même si la plupart des habitants de l'époque étaient décrits comme bilingues sumérien-akkadien. Le sumérien a d'ailleurs continué à être utilisé comme langue sacrée, cérémonielle, littéraire et scientifique en Mésopotamie jusqu'au Ier siècle av. J.-C.,.

## Terminologie
La terminologie employée par les historiens reprend en partie des termes rencontrés dans les textes antiques,. Le mot Sumer est issu du terme akkadien Šumerum, correspondant au sumérien ki-engi (« pays autochtone » ?), qui désignait une région couvrant la partie sud de la Mésopotamie. C'est la région d'où provient la majorité de la documentation écrite en sumérien, et manifestement la région où cette langue était parlée par la majorité de la population au IIIe millénaire av. J.-C. — il est aussi possible qu'elle ait été la langue vernaculaire dominante dans la vallée de la Diyala. Ce terme géographique apparaît souvent en opposition à la région qui la bordait au nord, le pays d'Akkad, Akkadum en akkadien et ki-uri en sumérien, peuplé majoritairement de Sémites, les « Akkadiens », locuteurs de l'akkadien et sans doute aussi d'autres langues sémitiques aux périodes archaïques. On trouvait du reste plus couramment le terme de « Pays », kalam, pour désigner ces contrées. La langue sumérienne était également évoquée dans les textes, eme-gi7 (équivalent à « langue autochtone ») en sumérien, et šumeru en akkadien des phases babyloniennes tardives (aussi lišan šumeri, « langue sumérienne »). Les historiens ont ensuite créé le terme « Sumériens » pour qualifier le peuple vivant dans cette région et parlant cette langue, conception qui est étrangère à la mentalité antique et n'apparaît donc pas dans les textes cunéiformes.

## Redécouverte
La langue sumérienne est redécouverte dans le contexte de la traduction des inscriptions cunéiformes à partir de la première moitié du XIXe siècle. Les textes traduits, datés des époques récentes de l'histoire antique du Moyen-Orient (empire néo-assyrien et empire achéménide) sont écrits en akkadien (qu'on appelle alors « assyrien » avec un sens plus large qu'actuellement, puisque ce sont les capitales assyriennes qui sont fouillées à cette période). Ils sont constitués majoritairement de signes phonétiques renvoyant à cette langue, mais il devient assez vite évident que cette écriture comprend une autre catégorie de signes, des logogrammes (on parle aussi d'idéogrammes), ne renvoyant pas à des sons mais à des choses, et ne s'écrivant pas comme ils se prononcent. Edward Hincks, un des principaux artisans de la traduction de ce système d'écriture, est le premier à émettre l'hypothèse que ces logogrammes renvoient en fait à une langue non-sémitique, d'un passé plus ancien que les textes, qui serait celle des inventeurs de ce système d'écriture et aurait été en partie préservée sous cette forme par les peuples écrivant l'akkadien. Cette intuition est confirmée par Henry Rawlinson qui découvre en 1852 parmi les tablettes exhumées à Ninive des listes bilingues reliant des mots akkadiens à leur équivalent en sumérien,.
Il est rapidement établi qu'il s'agit d'une langue agglutinante, ce qui fait qu'on la range d'abord dans la catégorie des langues « touraniennes » ou « scythiques », celles qui sont caractérisées de nos jours comme « langues ouralo-altaïques » (aujourd'hui abandonnées par les linguistes). Se pose alors la question du nom à donner à cette langue nouvellement découverte, qui n'est manifestement celle d'aucun peuple connu pour cette région par les textes grecs ou bibliques, et on a alors le choix entre plusieurs termes apparaissant dans les textes cunéiformes et renvoyant à des peuples inconnus jusqu'alors. Rawlinson et Lenormand proposent de l'attribuer aux « Akkadiens » (alors qu'il devient plus tard évident que cela renvoie à une population parlant une langue sémitique) ; P. Haupt fait de même, mais il est le premier à employer le terme de « sumérien », pour désigner un des sociolectes de cette langue, l'Eme-sal. J. Oppert propose en 1869 que c'est l'intégralité des variantes de cette langue qu'il convient de désigner par le terme « sumérien ». Sa position est confirmée par Carl Bezold qui déchiffre en 1889 un texte établissant clairement l'équivalence entre le mot sumérien désignant cette langue, eme-gi(r), et sa traduction en akkadien, lišan šumeri.
Reste à établir la fonction et la nature de cette langue, qui alors n'est connue que par des logogrammes dans des textes en akkadien. En 1874, J. Halévy propose que cette langue ne soit pas la langue d'un peuple, mais une forme d'écriture pratiquée dans le milieu des prêtres, une sorte de hiératique mésopotamien. La majorité des spécialistes du sujet préfère s'en tenir à l'idée initiale d'une langue d'un peuple plus ancien. Il faut attendre les fouilles de Tello (l'antique Girsu) et de Nippur en Basse Mésopotamie et la découverte puis la publication à partir des années 1880 des premières tablettes intégralement écrites en sumérien pour que la question soit tranchée : le sumérien était bien une langue parlée et écrite aux débuts de l'histoire mésopotamienne.
François Thureau-Dangin, travaillant au Louvre à Paris, a également apporté d'importantes contributions pour déchiffrer le sumérien avec les publications de 1898 à 1938, comme en 1905 avec Les inscriptions de Sumer et d'Akkad. Charles Fossey au Collège de France à Paris était un autre chercheur à la production abondante et fiable. Ses contributions au dictionnaire sumérien-assyrien s'avèrent novatrices.
Friedrich Delitzsch a publié un dictionnaire de la grammaire sumérienne,. L'élève de Delitzsch, Arno Poebel, a publié une grammaire avec le même titre, Grundzüge der sumerischen Grammatik, en 1923, et fut l'ouvrage de base pour les étudiants en sumérien jusqu'à la parution d'une nouvelle synthèse grammaticale par Adam Falkenstein en 1959 (Das Sumerische). Les avancées des décennies suivantes sont synthétisées en 1984 par Marie-Louise Thomsen (The Sumerian Language: An Introduction to its History and Grammatical Structure), puis par Dietz-Otto Edzard en 2003 (Sumerian Grammar), depuis prolongée par des synthèses plus brèves et travaux de recherche produits par d'autres chercheurs (Piotr Michalowski, Pascal Attinger, Gabor Zolyomi, Gonzalo Rubio, etc.). La reconstitution reste incomplète, car à côté d'un ensemble de points sur lesquels les différents spécialistes s'accordent de gros points de désaccord subsistent, notamment sur la morphologie verbale.

## Sources
La compréhension du sumérien repose avant tout sur l'analyse des textes en sumérien et des logogrammes en sumérien présents dans les textes écrits dans d'autres langues (akkadien surtout), en fonction des contextes de ces documents.
Les plus anciens textes écrits à la fin du IVe millénaire av. J.-C. sont de nature administrative, enregistrant des opérations généralement simples, ainsi que quelques listes lexicales. Ils ne comprennent pas d'éléments phonétiques et grammaticaux évidents, aussi la question de savoir s'ils transcrivent du sumérien est débattue. C'est aux alentours de 2900 av. J.-C. qu'apparaissent les premiers éléments permettant de relier l'écriture à une langue, et il s'agit alors sans équivoque possible du sumérien. Vers cette même période apparaissent des textes juridiques (actes de vente), puis vers le milieu du IIIe millénaire av. J.-C. des compositions plus « littéraires » témoignant d'un développement de la pratique de l'écrit ; les textes officiels et juridiques sont plus étoffés. C'est aussi de cette période que datent les premières transcriptions écrites de l'akkadien, et peu après d'autres langues sémitiques de Syrie (Mari, Ebla), villes où les scribes écrivent aussi en sumérien. Les tablettes administratives et économiques restent majoritaires (documents de Girsu, Adab). Avec l'apparition de l'empire d'Akkad (v. 2340-2190 av. J.-C.), la langue akkadienne prend un statut plus important, mais le sumérien reste très pratiqué dans les cités de Sumer. Après l'effondrement de cet empire la documentation de Girsu du temps du roi Gudea est une source importante pour la connaissance du sumérien, puis cette langue reprend un statut officiel à l'échelle du Sud mésopotamien sous l'égide de la troisième dynastie d'Ur (v. 2112-2004 av. J.-C.). On parle parfois de période néo-sumérienne pour désigner cette phase succédant à l'empire d'Akkad, qui voit un essor de la littérature en sumérien (hymnes, prières, mythes, épopées). Cette littérature est en fait essentiellement attestée par des copies scolaires datées des premiers siècles du IIe millénaire av. J.-C., mises au jour à Nippur et Ur. En revanche la documentation administrative en sumérien s'arrête à cette période, le dernier exemple connu datant du milieu du XIXe siècle av. J.-C. C'est à ce moment que le statut du sumérien écrit évolue, alors qu'il n'est manifestement plus ou très peu parlé : les signes sumériens sont préservés sous la forme de logogrammes dans des textes en akkadien, ce qui indique qu'ils étaient prononcés en akkadien ; le sumérien reste une langue enseignée dans les centres scolaires mésopotamiens, non seulement parce que les scribes doivent en avoir une connaissance basique pour écrire les logogrammes courants, mais aussi parce qu'elle préserve un statut de langue prestigieuse. Les sources écrites en sumérien de cette époque proviennent essentiellement du milieu scolaire, qui reste donc bilingue sumérien-akkadien alors que la société l'est de moins en moins. Dans le milieu des temples, le sumérien a un statut de langue liturgique et magique, qui concourt également à son prestige. De la littérature officielle en sumérien est encore produite jusqu'au XVIIIe siècle av. J.-C. dans les royaumes d'Isin et de Larsa, mais avec la domination babylonienne qui leur succède l'akkadien devient de plus en plus employé dans la production littéraire. Par la suite ce ne sont que quelques catégories de textes en sumérien qui sont préservées et transmises jusqu'à la fin de la tradition cunéiforme aux débuts de notre ère ; quelques nouvelles compositions en sumérien sont écrites, des traductions de textes littéraires sumérien en akkadien sont effectuées, mais tout cela ne constitue qu'une portion très réduite de la production littéraire. Le sumérien reste très employé dans le domaine magique (c'est la langue privilégiée pour les incantations) et liturgique (lamentations, notamment sous la variante Emesal).

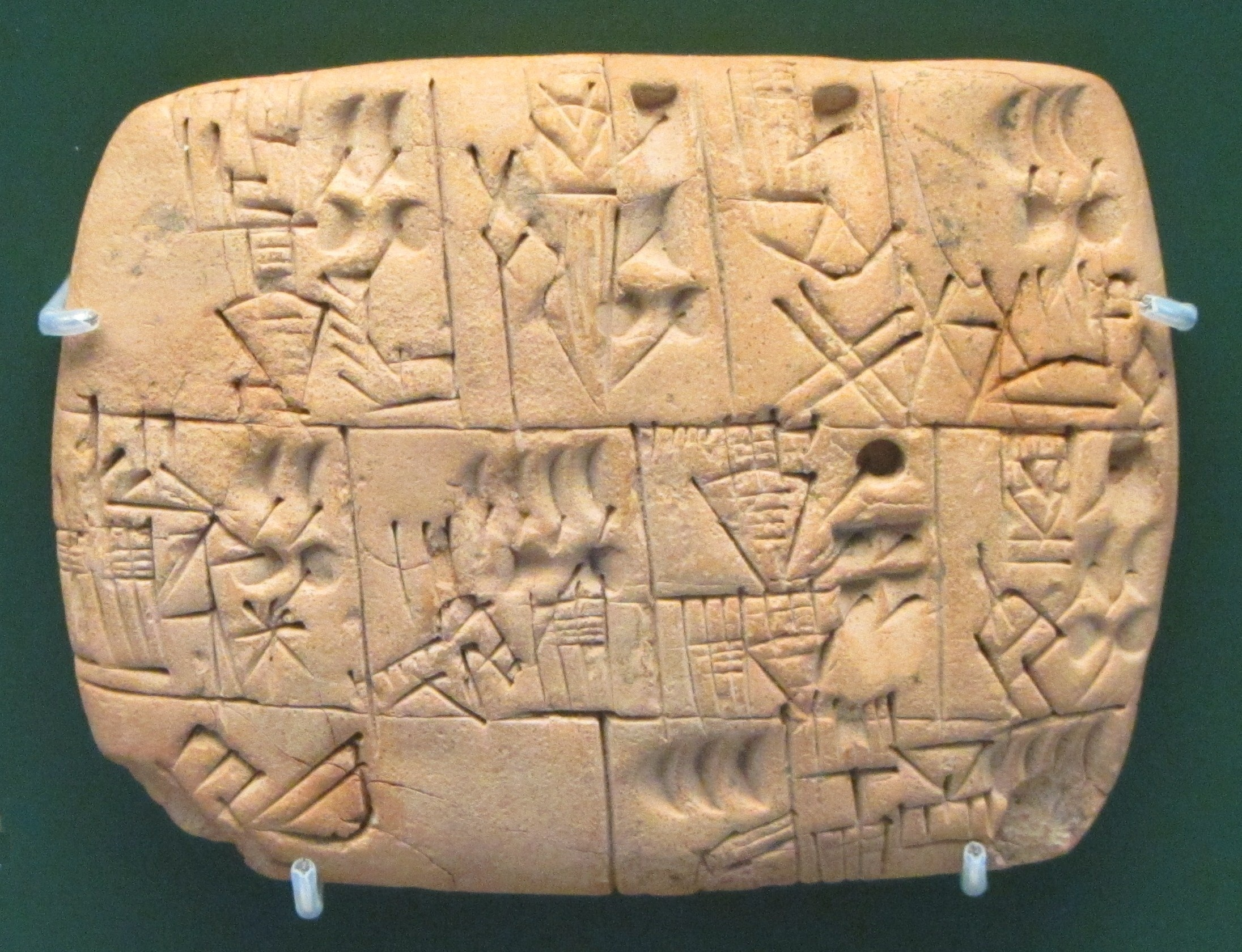
Tablette enregistrant des distributions de bière depuis les magasins d'une institution, v. 3200-3000 av. J.-C. Uruk, British Museum.
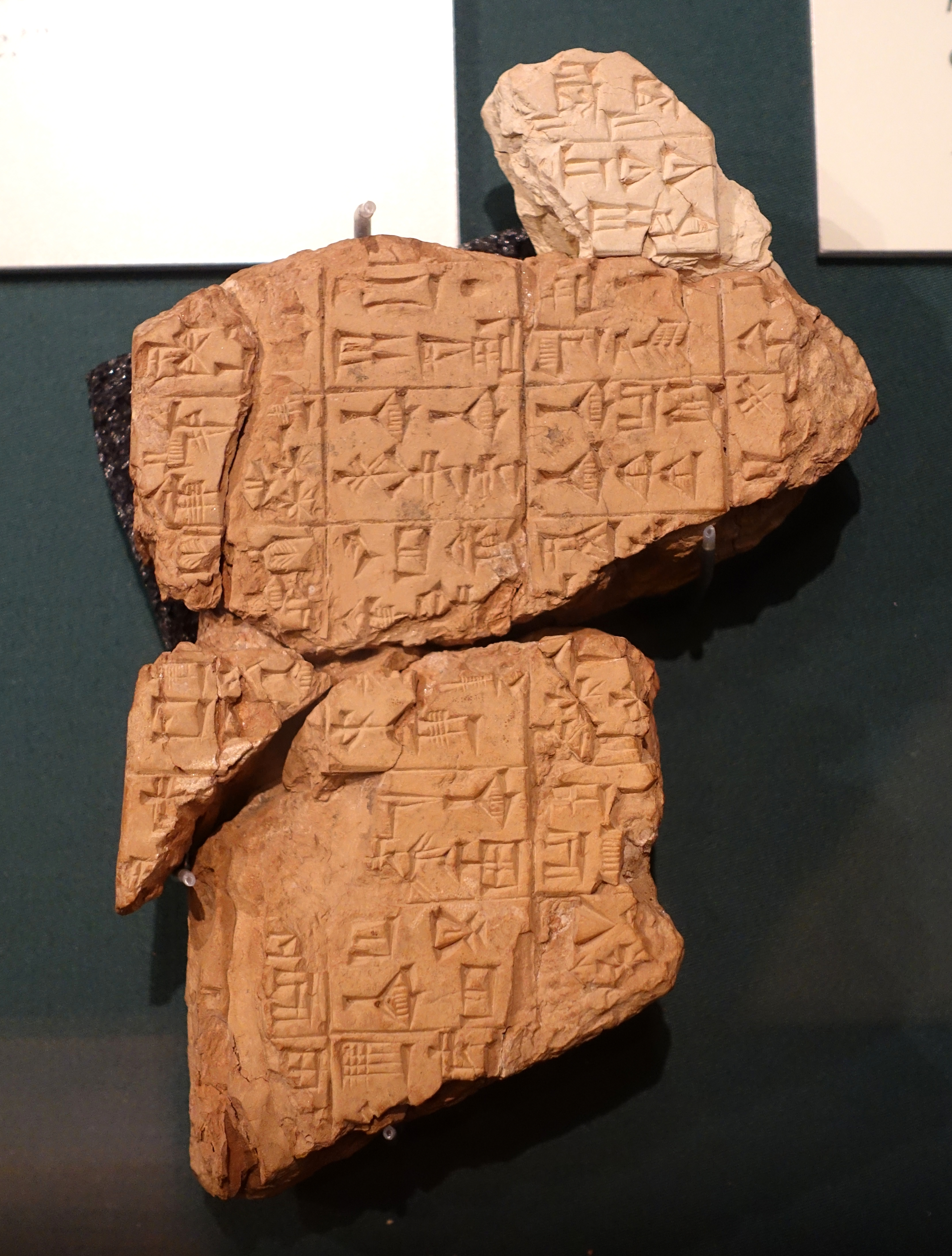
Fragment des Instructions de Shuruppak, un des plus anciens textes littéraires sumériens connus. Adab, v. 2500 av. J.-C. Musée de l'Oriental Institute de Chicago.
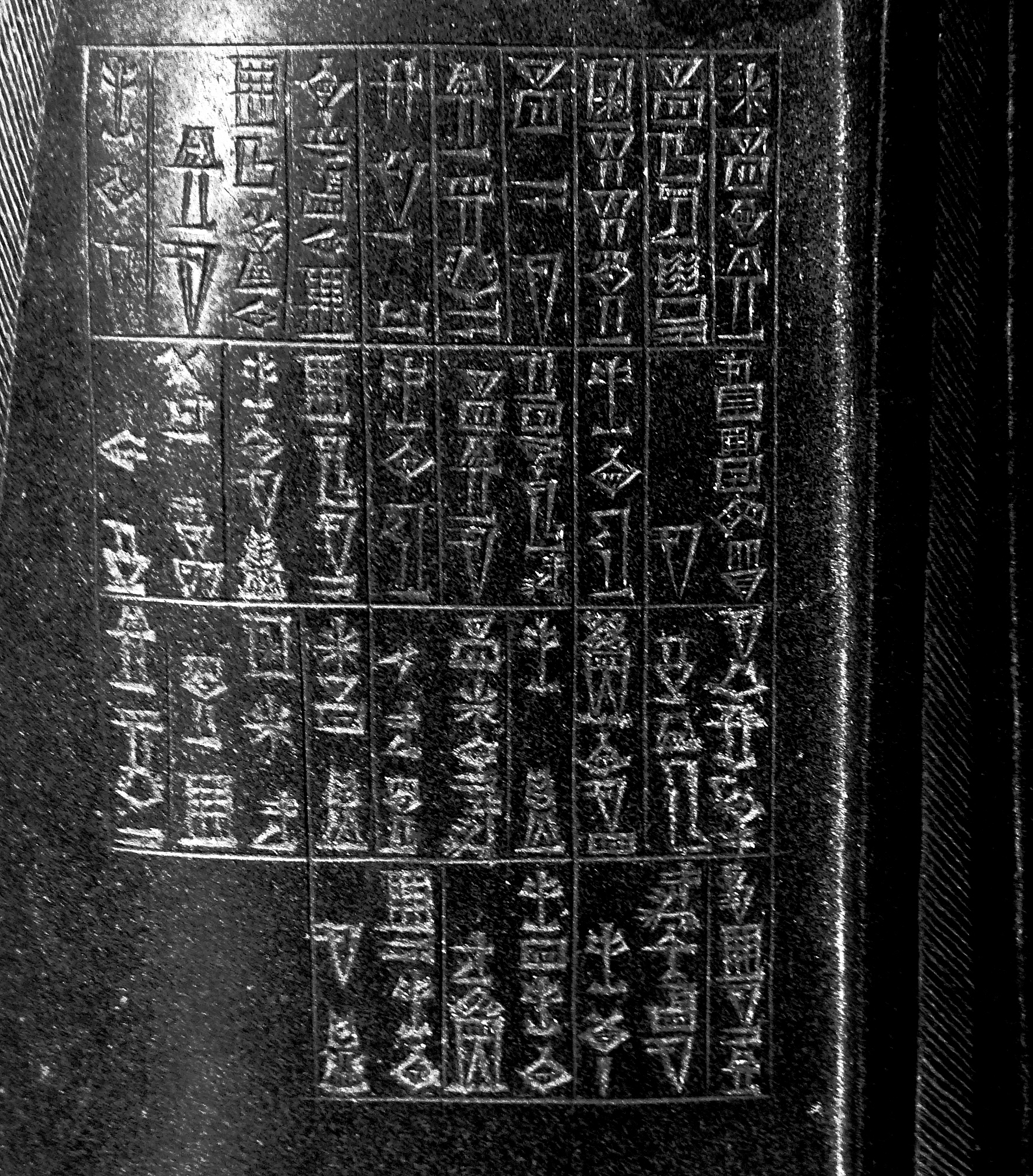
Détail d'une inscription sur une statue du roi Gudea de Lagash. Girsu, XXIIe siècle av. J.-C. Musée du Louvre.
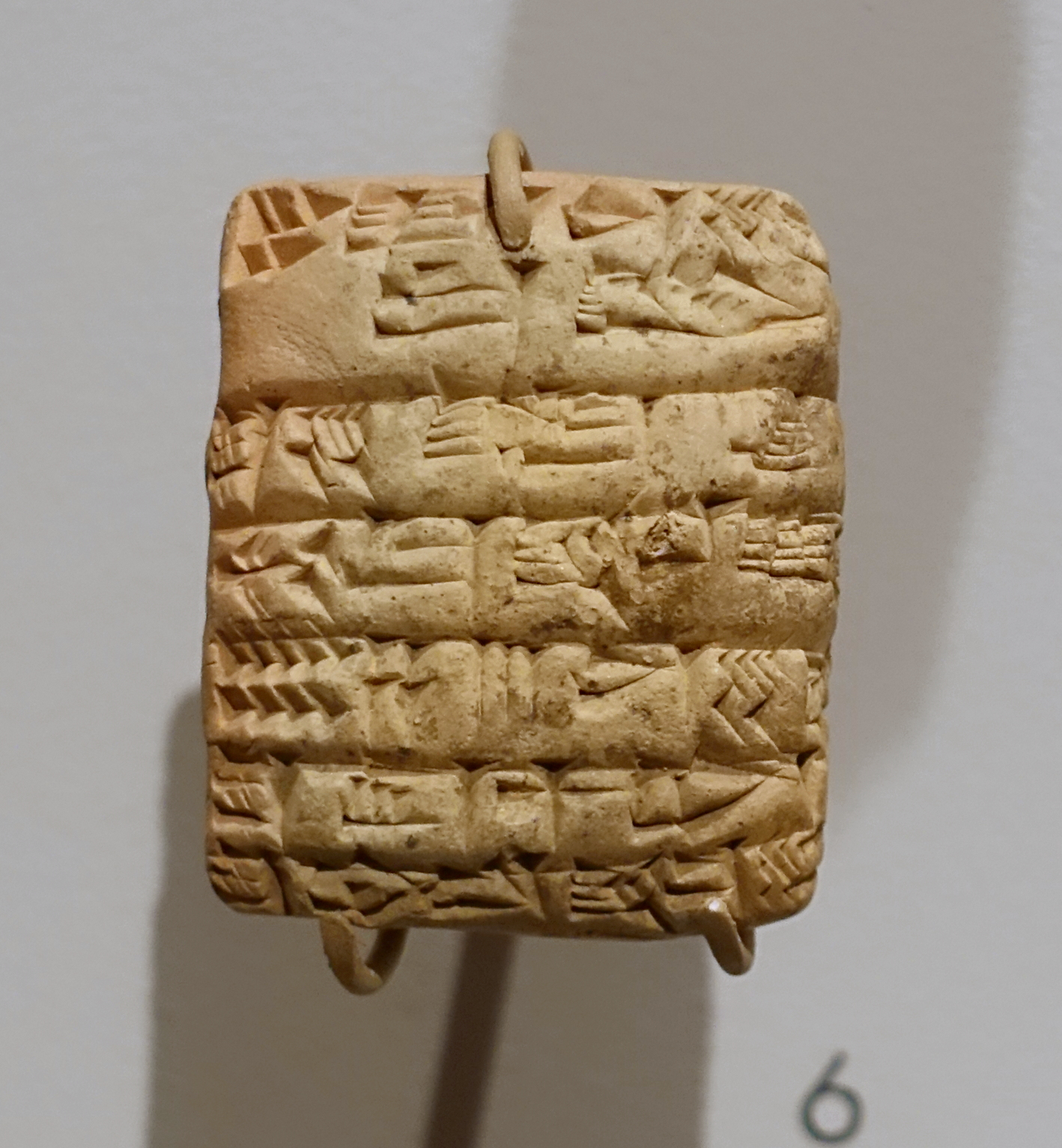
Tablette administrative de la troisième dynastie d'Ur (XXIe siècle av. J.-C.). Harvard Semitic Museum.
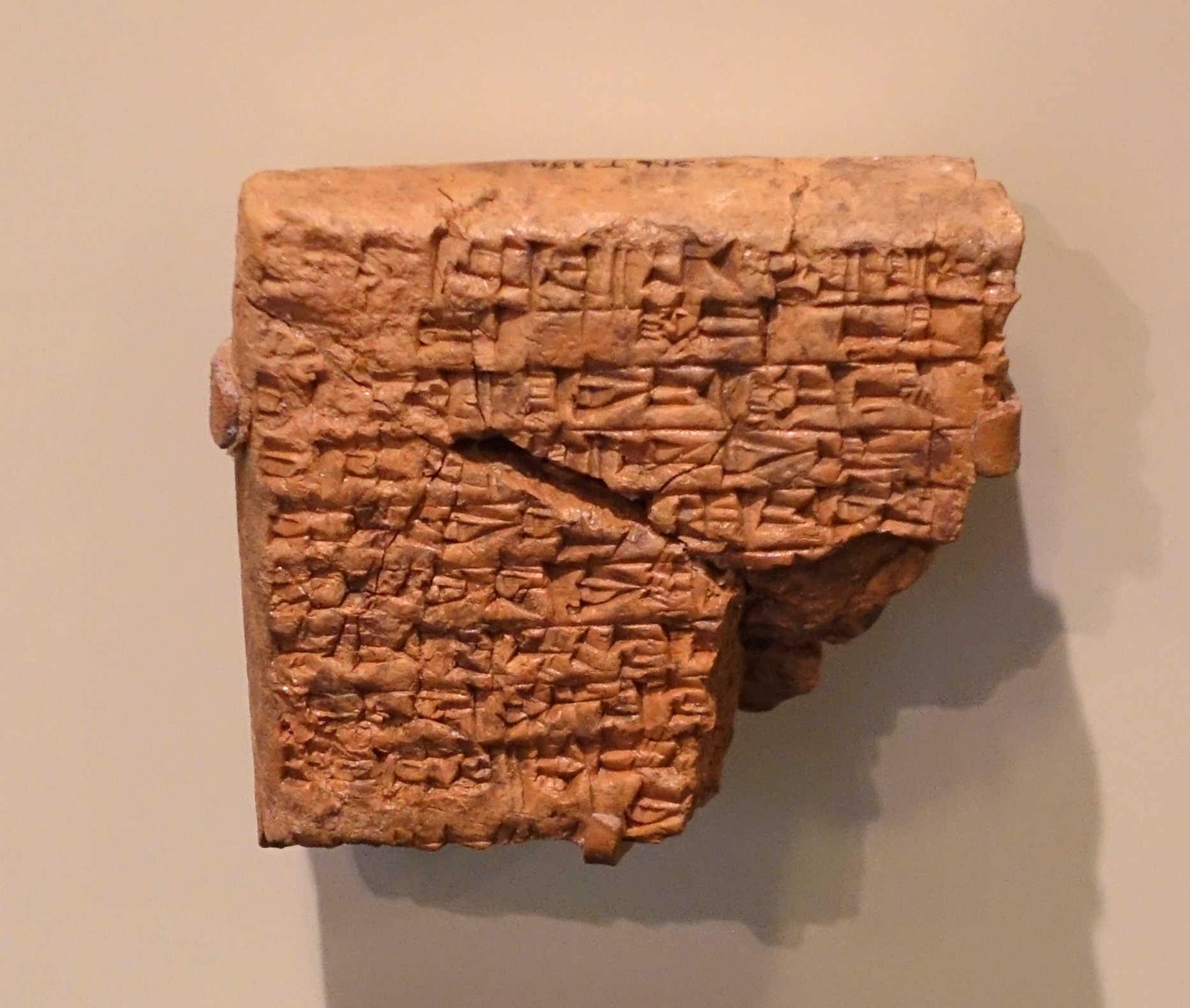
Fragment de tablette d'un récit relatif à la vie des scribes (« School Days »). Début du IIe millénaire av. J.-C. Musée de l'Oriental Institute de Chicago.
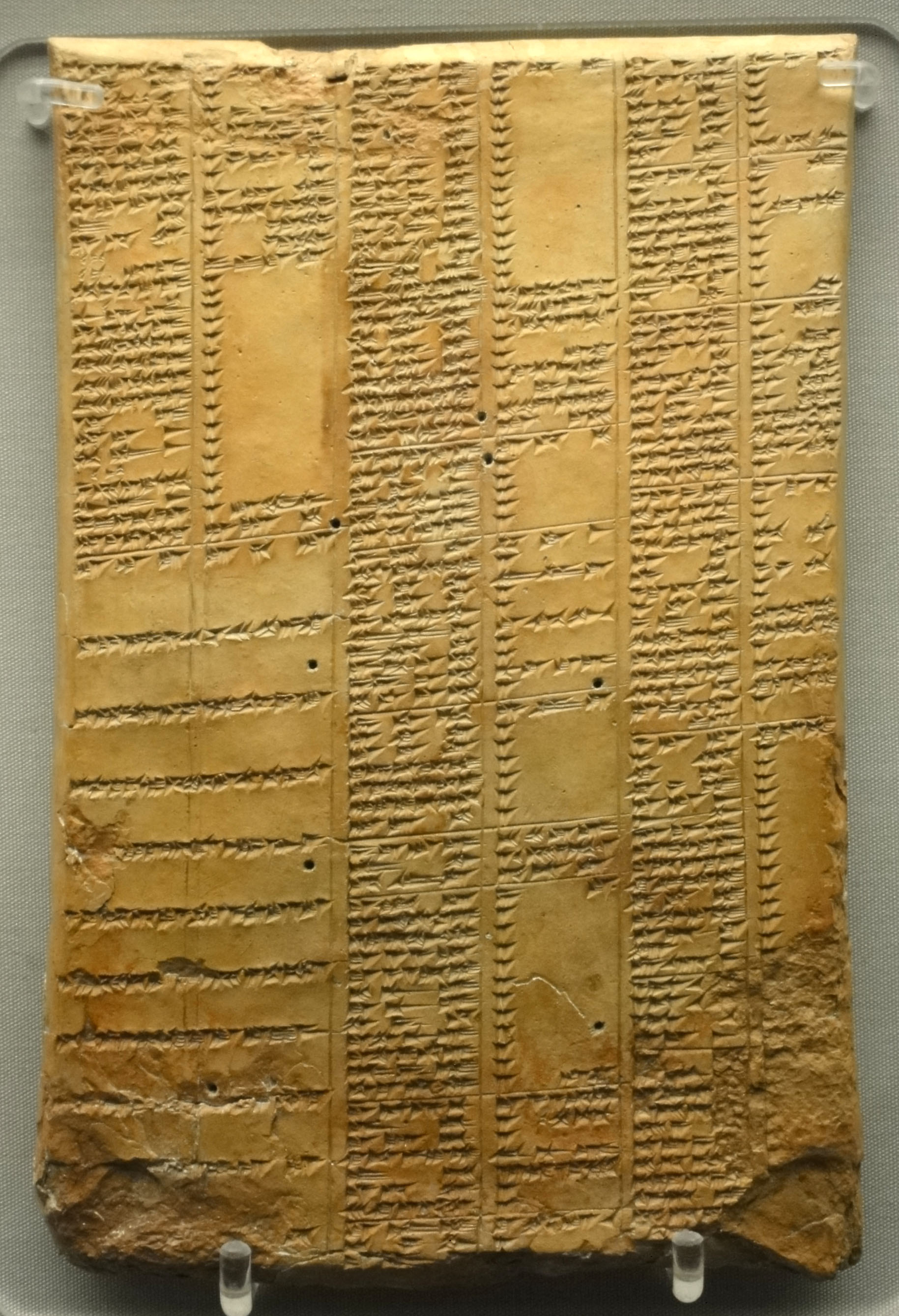
Liste lexicale de synonymes sumérien/akkadien. Ninive, VIIe siècle av. J.-C. British Museum.

Certains types de textes jouent un rôle plus direct dans la compréhension moderne du sumérien, parce qu'ils avaient été élaborés durant l'Antiquité dans un même but, afin d'aider ceux qui ne connaissaient pas le sumérien à l'apprendre ou à le comprendre, notamment pour la rédaction des textes cunéiformes qui nécessitaient une connaissance au moins basique des logogrammes et donc du vocabulaire sumérien. Trois catégories de textes servant ces besoins peuvent être distinguées : 
- des traductions en akkadien de textes littéraires écrits en sumérien, qui sont certes parfois fautives, mais restent d'un apport inestimable ;
- les listes lexicales bilingues sumérien-akkadien, comprenant des milliers d'entrées de mots, avec dans certains cas des aides à la prononciation (à destination de locuteurs de l'akkadien) ;
- des sortes de textes grammaticaux écrits par des locuteurs de l'akkadien, qui reflète leur propre analyse du sumérien[23].

## Histoire
Pour un article plus général, voir Sumer.

### Une langue isolée

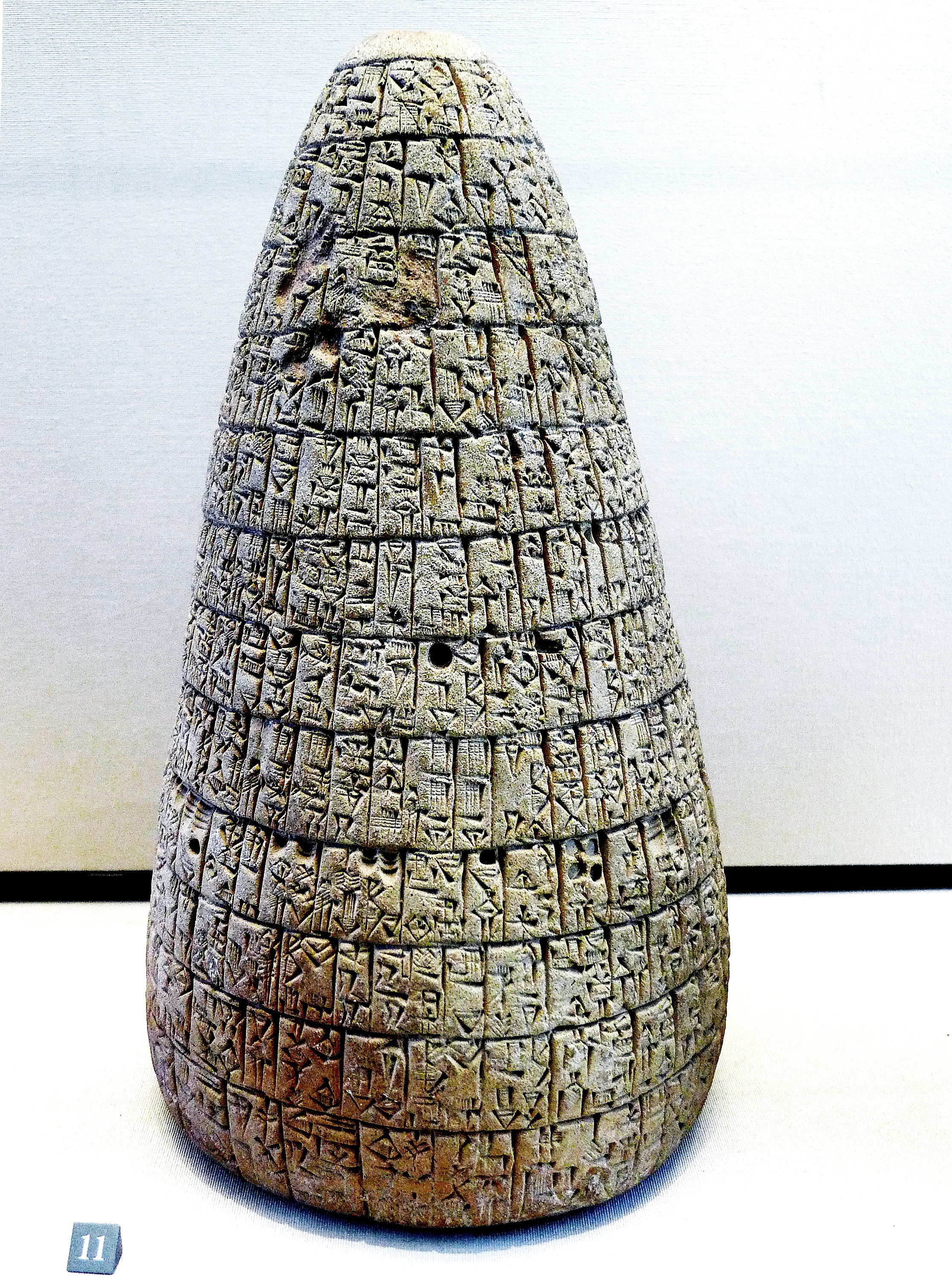
Cône historique d'Urukagina (ou Uru-ka-gina) relatant les réformes de ce prince contre les abus des jours anciens, vers 2350 av. J.-C., conservé au musée du Louvre.

La reconstitution de l'histoire du sumérien est limitée par le fait qu'il s'agit d'une langue isolée. Depuis son déchiffrement, de nombreuses tentatives ont été faites pour tenter de le relier à différentes langues et lui attribuer une famille de langues spécifique, sans résultat probant.
Relier le sumérien aux familles de langues connues s'est avéré impossible. D'une part, les millénaires écoulés entre les formes connues de sumérien logographique et la plus ancienne forme reconstructible de la langue, constituent une période trop longue pour faire des comparaisons fiables, d'autant que les changements phonétiques et sémantiques de vocabulaire qui peuvent se produire sur d'aussi longues périodes peuvent rendre une langue méconnaissable par rapport à sa langue d'origine.
D'autre part, ces recherches comparatives ont souffert des travaux à visées nationalistes, cherchant à rattacher des langues modernes à la plus ancienne langue écrite connue, et entachés de lacunes méthodologiques criantes. Pour ce qui est des études plus neutres, elles se sont avant tout concentrées vers la comparaison entre le sumérien et d'autres langues agglutinantes, avec en arrière-plan l'énigme des origines géographiques du sumérien. Aucune des propositions faites n'a suscité l'adhésion des spécialistes.
Quelques exemples de familles linguistiques proposées sont :
- langues kartvéliennes[26] ;
- langues hourro-urartéennes[26] ;
- langues munda[26] ;
- langues dravidiennes[26] ;
- influence aréale de langues indo-européennes[27] ;
- langues ouraliennes[28] ;
- langues nostratiques[29] ;
- langues dené-caucasiennes[30] ;
- langues tibéto-birmanes[31].

### Contacts avec les langues sémitiques
Le sumérien est écrit et parlé aux IVe – IIIe millénaire av. J.-C., alors que la Mésopotamie méridionale est une région où plusieurs langues coexistent. Nombre d'entre elles sont manifestement des langues sémitiques. L'akkadien est la principale langue écrite aux côtés du sumérien, mais la documentation écrite ne reflète sans doute que très imparfaitement la réalité des langues parlées, et il est probable que plusieurs dialectes et langues sémitiques soient parlés par des personnes en contact avec des locuteurs du sumérien, dialectes et langues dont aucun témoignage écrit n'a été préservé. L'akkadien devient progressivement la langue dominante de la Basse Mésopotamie, supplantant les autres langues, dans sa variante « babylonienne ». Cela explique les nombreux échanges qui ont eu lieu entre le sumérien et des langues sémitiques, dont l'akkadien. Il a pu être proposé que les deux aient formé une aire linguistique. De fait, des similitudes structurelles entre le sumérien et les langues sémitiques semblent impliquer un contact très ancien entre les locuteurs de ces langues.
Les contacts entre sumérien et akkadien sont plus couramment envisagés sous l'angle du second au premier, qui se traduit notamment par un important emprunt de vocabulaire (environ 7 % des mots selon une vague estimation d'Edzard), une simplification du vocabulaire et l'adoption d'une syntaxe SOV (alors que les langues sémitiques antiques sont de type VSO ; une explication alternative étant que ce serait une caractéristique aréale, puisque la syntaxe SOV est courante dans les langues de la Mésopotamie antique et des régions voisines). De nombreux mots communs aux deux langues pourraient être des sortes de mots culturels apparus dans un contexte linguistique suméro-sémitique. Et le sumérien lui-même a emprunté de nombreux mots aux langues sémitiques, par exemple, silim qui vient de la racine slm et signifie « bien-être » ; ou le terme arad qui vient de la racine wrd « serviteur », « esclave ». Une partie des similitudes peut refléter le fait que le sumérien tel qu'on le connaît est souvent écrit par des locuteurs de l'akkadien, et même majoritairement pour les périodes récentes.

### Des origines insaisissables
Des éléments indiqués précédemment, il résulte que l'on ne sait pas grand chose de l'histoire ancienne du sumérien. En l'absence de langue apparentée, il est impossible de lui trouver une origine géographique extérieure à la Mésopotamie. Le fait que cette langue soit en contact avec des langues sémitiques depuis des temps très reculés ne permet pas d'être plus précis, puisqu'on trouve cette famille de langue sur un espace couvrant la Syrie et la Mésopotamie dès que la documentation écrite permet de se faire une idée de la question, dans la seconde moitié du IIIe millénaire av. J.-C. Cela explique que les origines du sumérien, et plus largement des Sumériens, soient débattues et insaisissables. Une partie des chercheurs suppose qu'ils ont une origine extérieure à la Basse Mésopotamie, mais ils ne peuvent se reposer sur des critères linguistiques comme vu plus haut, et ils ne reçoivent pas de secours de la part des sources archéologiques, qui ne documentent pas d'intrusion d'éléments culturels extérieurs en Basse Mésopotamie durant les dernières phases de la Préhistoire. L'hypothèse concurrente postule que le sumérien et les Sumériens soient apparus en Basse Mésopotamie, donc un processus de formation d'une langue et d'une ethnie (ethnogenèse) à partir de divers éléments installés dans la région. Aucune réponse ne peut être apportée à la question en l'absence de documentation sur les langues parlées avant l'apparition de l'écriture. Du reste, même la langue des inventeurs de l'écriture dans les derniers siècles du IVe millénaire av. J.-C. est débattue : il est généralement estimé que ce sont des Sumériens, mais il n'y a pas de preuve déterminante en ce sens car les textes de l'époque ne portent pas ou très peu d'indications sur leur prononciation, et ne peuvent donc être rattachés avec certitude à aucune langue. Ce n'est qu'à partir de la première moitié du IIIe millénaire av. J.-C. (v. 2750-2700 av. J.-C.) que des textes renvoient sans aucun doute possible à la langue sumérienne, et qu'on trouve dans ces mêmes textes des noms de personne en sumérien, ce qui constitue la date la plus ancienne pour laquelle il soit assuré qu'il y a des locuteurs de cette langue en Basse Mésopotamie,.

### Les fins du sumérien
Comme vu précédemment, la documentation administrative rédigée intégralement en sumérien cesse dans la première moitié du XIXe siècle av. J.-C. Comme ce genre de document usuel est considéré (avec les lettres) comme celui reflétant le plus la pratique orale, il est considéré que le sumérien a cessé d'être une langue vernaculaire vers cette période, face à l'akkadien. La date exacte de la fin du sumérien vernaculaire est discutée : pour certains il s'achève dès la période de la troisième dynastie d'Ur, au XXIe siècle av. J.-C. Pour d'autres il continue dans les premiers siècles du IIe millénaire av. J.-C., la période d'Isin-Larsa (v. 2000-1760 av. J.-C.), voire un peu après, notamment dans la région de Nippur.
C'est en effet de Nippur que provient la majorité de la documentation écrite en sumérien pour la première moitié du IIe millénaire av. J.-C., cette ville étant devenue le principal centre d'étude et sans doute de rédaction du sumérien. Ailleurs dans la documentation écrite il est désormais traité comme une langue étrangère par les scribes, locuteurs de l'akkadien. Mais ceux-ci ont besoin de l'apprendre dans leur cursus littéraire où sa maîtrise reste indispensable pour comprendre les logogrammes et les textes littéraires et liturgiques. Le sumérien est alors devenu une langue littéraire et liturgique prestigieuse, qui continue à être copiée et écrite dans les milieux savants mésopotamiens, et récitée par le clergé, jusqu'à la disparition de la tradition cunéiforme. Ce « post-sumérien » est souvent très proche dans sa syntaxe de l'akkadien pratiqué au quotidien par les scribes, et comprend couramment diverses erreurs grammaticales par rapport au sumérien « classique ».
L'akkadien perd à son tour son statut vernaculaire dans la seconde moitié du Ier millénaire av. J.-C. face à l'araméen, mais il est aussi préservé dans le milieu des temples mésopotamiens, aux côtés du sumérien. La fin de l'écriture cunéiforme aux débuts de notre ère marque manifestement la fin de la connaissance du sumérien, même s'il est parfois avancé qu'un usage liturgique de cette langue survive quelque temps encore dans des centres religieux du nord mésopotamien (Harran, Édesse).

## Système d'écriture
Depuis environ 3500 av. J.-C., les Sumériens ont joué un rôle crucial dans le sud de la Mésopotamie, devenant une civilisation évoluée, en particulier grâce au développement d'une écriture utilisable dans le cadre de l'économie et de l'administration vers 3350 av. J.-C. (découverte à Uruk dans le niveau archéologique IVb). C'est le plus ancien développement de l'écriture, datant de la même période que les plus anciens hiéroglyphes égyptiens.
L'écriture est née des besoins d'administration. Autour de 3200 av. J.-C., on commença à graver dans de plus grands blocs d'argile des motifs qui étaient jusqu'alors inscrits sur des compteurs d'argile, et à leur adjoindre des caractères supplémentaires. C'est au départ de cette forme archaïque que se développa en quelques siècles jusqu'à sa pleine maturité l'écriture mésopotamienne cunéiforme, ainsi nommée d'après la forme de ses traits résultant de la pression d'un stylet anguleux dans l'argile molle. Cette écriture a été conservée sur des tablettes d'argile et d'autres supports tels que statues et bâtiments qui ont été découverts lors de fouilles archéologiques en Mésopotamie.
Cette langue est composée de différents signes en forme de clous ou de coins ; ce qui lui vaut son nom d'écriture cunéiforme. Pendant près de 3 000 ans, elle est taillée dans de l'argile et cette technique dura jusqu'aux chutes des empires mésopotamiens. La première forme de l'écriture au début de son apparition n'est pas comme plus tard composée d'un alphabet, mais est à ce stade composée de près de 2 000 signes représentant chacun un mot (logogramme) ou une idée (idéogramme).
À l'origine, l'écriture cunéiforme sumérienne s'est développée comme écriture idéographique ou logographique. Chaque signe correspondait à un mot et sa signification était initialement reconnaissable. En quelques siècles, s'est développée complémentairement une représentation syllabique basée sur le principe du rébus. À de nombreux signes ont été associées une ou plusieurs syllabes phonétiques, généralement de type V, CV, VC ou CVC (où V représente une voyelle et C une consonne). Le cunéiforme sumérien s'est ainsi développé comme système logographique-phonologique.
Illustrons, par l'exemple d'une courte inscription sur briques de Gudea (gouverneur de la cité-État de Lagash vers 2130 av. J.-C.), les principes de la translittération de l'écriture cunéiforme et de sa décomposition par l'analyse grammaticale.
| Écriture cunéiforme | signe dingir · signe inana | signe nin · signe kur · signe kur · signe ra | signe nin · signe a · signe ni      |
| Translittération    | diĝir inanna               | nin-kur-kur-ra                               | nin-a-ni                            |
| Analyse             | dInanna                    | nin+kur+kur+ak                               | nin+ani+[ra]                        |
| Glossaire           | divinitéInanna             | maîtresse/souveraine-pays-pays-(génitif)     | maîtresse/souveraine-son/sa-(datif) |

| Écriture cunéiforme | signe ka · signe de2 · signe a | signe pa · signe te · signe si | signe szir · signe bur · signe la · signe ki |
| Translittération    | gu3-de2-a                      | PA.TE.SI                       | ŠIR.BUR.LA ki                                |
| Analyse             | Gudea                          | ensi2                          | Lagashki                                     |
| Glossaire           | Gudea                          | gouverneur                     | Lagashlocalité                               |

| Écriture cunéiforme | signe ur · signe dingir · signe ga2 · signe tum3 · signe du10 · signe ke4 |
| Translittération    | ur-diĝir-ĝa2-tum3-du10-ke4                                                |
| Analyse             | ur+dĜatumdu+ak+e                                                          |
| Glossaire           | héros(?)-divinitéĜatumdu-(génitif)-(ergatif)                              |

| Écriture cunéiforme | signe e2 · signe gir2 · signe su · signe ki · signe ka · signe ni | signe mu · signe na · signe du3 |
| Translittération    | e2-ĝir2-su.ki.ka-ni                                               | mu-na-du3                       |
| Analyse             | e2+Ĝirsuki+ak+ani                                                 | mu+na+n+du3                     |
| Glossaire           | temple-Ĝirsulocalité-(génitif)-son/sa                             | il a construit                  |

Cette écriture sera plus tard reprise pour l'akkadien, l'ougaritique, l'amorrite et l'élamite, ainsi que par les rois égyptiens qui voulaient communiquer avec leurs provinces du Proche-Orient et les rois mésopotamiens. L'écriture cunéiforme a aussi servi à transcrire certaines langues indo-européennes, comme le hittite (qui avait en parallèle une écriture hiéroglyphique) et le vieux-persan, bien que dans ces cas les instruments de gravure aient été différents, éloignant les signes de leur graphie originelle. La reprise du système graphique s'est accompagnée d'adaptations : les signes, s'ils sont les mêmes en sumérien et en akkadien, ou encore en vieux-persan, n'ont cependant pas la même valeur sémantique.
Remarques :
- « Diĝir » et « ki » sont des déterminatifs, non prononcés. Par convention, ils sont écrits en exposants dans l'analyse.
- « PA.TE.SI » et « ŠIR.BUR.LA » sont des logogrammes composés[Note 1]. Par convention, on écrit en capitales la prononciation des composants d'un tel logogramme composé.

Traduction : « Pour Inanna, souveraine de tous les pays et sa maîtresse, Gudea, gouverneur de Lagash et héros de Ĝatumdu, a construit son temple de Girsu. »
L'écriture sumérienne et les questions de transcription et translittération ne sont pas discutées plus avant dans cet article : il est fait référence à l'article cunéiforme.

### Transcription
La transcription du sumérien, sous la forme du cunéiforme, est le processus par lequel un épigraphiste fait un dessin au trait pour montrer des signes d'inscription sur une tablette d'argile ou en pierre sous une forme graphique adaptée pour la publication moderne. Mais tous les épigraphistes ne sont pas fiables, et avant qu'un savant publie un traitement important d'un texte, les spécialistes vont prendre des dispositions pour comparer la transcription publiée à la tablette réelle, pour voir si des signes, notamment cassés ou endommagés, devraient être représentés différemment.
En revanche, la translittération est le processus par lequel un sumérologue décide de la façon de représenter les signes du cunéiforme en caractères latins, toujours dans cette même langue. Selon le contexte, un signe cunéiforme peut être lu comme l'un des nombreux logogrammes possibles, dont chacun correspond à un mot de la langue sumérienne, comme une syllabe phonétique (V, VC, CV ou encore CVC), ou comme un déterminant. Certains logogrammes sumériens ont été écrits avec de multiples signes en cunéiformes.

## Phonologie
Les quatre voyelles a, e, i, u / + les 16 consonnes sont :
| Translittération | b  | d  | g  |  | p  | t  | k  |  | z | s | š | ḫ |  | r | r̂   | l | m | n | ĝ |
| Langue d'origine | bʰ | dʰ | gʰ |  | pʰ | tʰ | kʰ |  | ʦ | s | ʃ | x |  | r | (?) | l | m | n | ŋ |

De nombreux scientifiques supposent l'existence du phonème / h /. Sa prononciation exacte est également peu claire.

### Consonnes
Le sumérien est supposé avoir au moins les consonnes suivantes :
|           |           | Bilabiale | Alvéolaire | Post-alvéolaire | Vélaire |
| --------- | --------- | --------- | ---------- | --------------- | ------- |
| Nasale    | Nasale    | m         | n          |                 | ŋ (g̃)   |
| Occlusive | Occlusive | p b       | t d        |                 | k g     |
| Fricative | Fricative |           | s z        | ʃ (š)           | x (ḫ)   |
| Battue    | Battue    |           | ɾ (r̂)      |                 |         |
| Liquide   | Latérale  |           | l          |                 |         |
| Liquide   | Rhotique  |           | r          |                 |         |

- Une distribution de six consonnes occlusives peut avoir existé dans la langue, et elles sont[42] :
  1. p (consonne occlusive bilabiale sourde),
  2. t (consonne occlusive alvéolaire sourde),
  3. k (consonne occlusive vélaire sourde),
  4. b (consonne occlusive bilabiale voisée),
  5. d (consonne occlusive alvéolaire voisée),
  6. g (consonne occlusive vélaire voisée).

En règle générale, /p/, /t/ et /k/ n'ont pas pu être utilisés en fin de mot.
- Une simple distribution de trois consonnes nasales[43] :
  1. m (Consonne nasale bilabiale voisée),
  2. n (Consonne nasale alvéolaire voisée),
  3. g (Consonne nasale vélaire voisée)
- Un ensemble de trois sifflantes[44] :
  1. s (peut-être une fricative alvéolaire non voisée),
  2. z (peut-être une consonne fricative alvéolaire voisée),
  3. s (peut-être une fricative).

L'hypothèse de l'existence de diverses autres consonnes a été émise sur la base des alternances graphiques et des prêts, mais aucun n'a trouvé une large acceptation. Par exemple, Diakonoff énumère en évidence deux sons l-, deux sons r-, deux sons h-, et deux sons g- ; et suppose une différence phonétique entre les consonnes qui sont abandonnées en fin de mot (comme le g dans zag > za3). D'autres phonèmes consonantiques ont été proposés comme semi-voyelles tels que /j/ et /p/, et une fricative glottale /h/.
Très souvent, une consonne en fin de mot n'est pas exprimée par écrit, et peut être omise dans la prononciation, elle refait surface seulement quand elle est suivie par une voyelle : par exemple le /k/ du génitif -ak n'apparaît pas dans e2lugal-la « la maison du roi », mais devient évident dans e2lugal-la-kam « (il) est la maison du roi ».

### Voyelles
Les 4 voyelles de l'écriture cunéiforme sont /a/, /e/, /i/ et /u/. L'hypothèse de l'existence du phonème /o/ a été émise, justifiée par la translittération akkadienne qui ne la distingue pas du phonème /u/. Cependant, cette hypothèse est contestée.
Il existe des preuves d'une harmonie vocalique matérialisées par la hauteur ou l'ATR dans le préfixe i3/e-, cas retrouvés dans des inscriptions de Lagash de l'ère présargonique (cela a poussé des chercheurs à postuler non seulement un phonème /o/ qui est supposé avoir existé, mais aussi le phonème /ɛ/ et, plus récemment, le /ɔ/).
Les syllabes peuvent répondre à n'importe laquelle des structures suivantes : V, CV, VC ou CVC. S'il a existé des structures syllabiques plus complexes, les enregistrements cunéiformes ne permettent pas de les détecter.

## Morphologie
Le sumérien est une langue agglutinante : cela signifie que les mots sont constitués d'une chaîne d'affixes ou des morphèmes plus ou moins séparables ; il s'agit également d'une langue semi-ergative.
On retrouve en sumérien une utilisation importante de mots composés : ainsi par exemple le mot lugal signifiant « roi » est formé par l'accolement des mots pour « grand » et « homme » (lu = homme, gal = grand).
Une autre caractéristique du sumérien est le grand nombre d'homophones (mots ayant la même structure sonore, mais des significations différentes). Les différents homophones (ou, plus précisément, les différents signes cunéiformes qui les dénotent) sont marqués avec des numéros différents par convention, « 2 » et « 3 », souvent remplacés respectivement par un accent aigu et un accent grave. Par exemple : du = « aller » ; du3 = dù = « construire ».

### Genre grammatical
Le sumérien distingue les genres grammaticaux (personnel et impersonnel), mais il n'a pas de pronoms spécifiques pour distinguer les genres masculin ou féminin. Le genre personnel est employé pour désigner non seulement les humains mais aussi les dieux et, dans certains cas, pour le mot « statue ».

### Nom
Le nom sumérien est composé typiquement d'une ou de deux syllabes, rarement plus sauf dans les mots composés.
igi = œil, e = temple, nin = femme, dame.

Carte de Sumer

Beaucoup de mots bisyllabiques sont décomposables : 
lugal = roi (lu = homme, gal = grand).
En fin de mot, une particule s'ajoute afin de préciser le rôle du mot dans la phrase ainsi que diverses modalités. D'autres particules comme les possessifs se greffent aussi en fin de mot.
lugal.ani = son roi (ani étant la marque de la 3e personne).
Deux mots peuvent se suivre afin de fabriquer un génitif, surtout dans le cas de noms propres.
ur.Namma = homme de Namma (ur = homme, Namma = dieu local).
Sinon, usuellement, on utilise le marqueur .k pour le génitif.
- nin.ani.r = pour sa dame (femme.possessif_3e_personne.pour)
- nin.ani.k = de sa dame (k = génitif)
- e.r       = pour (le) temple (temple.pour)
- e.k       = du temple (k = génitif)
- e.0       = le temple (0 = marque du vide, absolutif)

Il y a deux genres grammaticaux, généralement appelés humain et non-humain (le premier comprend les dieux et le mot « statue » dans certains cas, mais pas les plantes ni les animaux non humains, le dernier comprend également plusieurs noms collectifs). Les adjectifs suivent le nom (lugal.mah = « grand roi »). En général, l'ordre des phrases serait : nom - adjectif - chiffre - phrase génitive - proposition relative - marqueur de possession - marque du pluriel et marqueur de cas.
- diĝir gal-gal-gu-ne-ra   = pour tous mes grands dieux[48].

### Le pluriel
Le sumérien a deux nombres, le singulier et le pluriel. Le pluriel n'est marqué que dans les noms ou groupes verbaux dont le sujet est du genre personnel, la marque du pluriel est facultative et est marquée par le suffixe « ene ». Si le pluriel est un nombre défini (exemple : « lugal-umun »), le suffixe n'est pas nécessaire, le nom sera au pluriel par défaut. Le pluriel peut toutefois être marqué par une répétition du mot dans le cas des genres impersonnels, avec une probabilité que cela désigne une généralité (« du-du » : tous les mots).
Exemples de formation du pluriel
| Sumérien   | Français                          |
| ---------- | --------------------------------- |
| diĝir-ene  | Les dieux                         |
| lugal-ene  | Les rois                          |
| lugal-umun | Sept rois                         |
| bad        | Le mur (sg), les murs (pl)        |
| du-du      | Les mots, tous les mots           |
| kur-kur    | Les montagnes, les pays étrangers |
| šu-šu      | Les mains                         |
| a-gal-gal  | Les grands                        |
| udu-hi-a   | Plusieurs moutons                 |

### L'ergatif
Le sumérien est une langue semi-ergative. Il se comporte comme une langue accusative aux 1re et 2e personne du présent et du futur, ou pour les formes de temps inachevées mais utilise l'ergatif dans la plupart des autres formes de l'indicatif. En sumérien, le cas de l'ergatif est marqué par le suffixe -e :
- Exemple de l'emploi de l'ergatif : lugal-e e2 mu-un-de3 « le roi a construit la maison » ; lugal ba-gen « le roi est allé » (le sujet transitif s'exprime différemment par rapport au sujet intransitif car il faut le suffixe -e).
- Exemple de l'emploi du nominatif et de l'accusatif : i3-d :n « Je vais » ; e2 ib2-ud3-un « Je construis la maison ». L'absolutif ne comprend pas de suffixe.

Exemple de l'emploi de l'ergatif :
| Sumérien                | Français                                         | Explication                                                                  |
| ----------------------- | ------------------------------------------------ | ---------------------------------------------------------------------------- |
| lugal-Ø mu-ĝen-Ø        | Le roi (lugal) est venu (mu-ĝen)                 | verbe intransitif : le sujet (« lugal ») employé dans le cas de l'absolutif  |
| lugal-e bad-Ø i-n-sig-Ø | Le roi a détruit (i-n-sig-Ø) le mur (bad) faible | Verbe transitif : l'agent (« lugal-e ») est employé dans le cas de l'ergatif |

|                                        | Verbe transitif sujet | Verbe intransitif sujet | Verbe transitif d'objet |
| -------------------------------------- | --------------------- | ----------------------- | ----------------------- |
| Analyse de l'ergatif et de l'absolutif | Ergatif               | Absolutif               | Absolutif               |
| Analyse du nominatif et de l'accusatif | Nominatif             | Nominatif               | Accusatif               |

### Les cas
En sumérien le nominatif marque à la fois le substantif et le verbe, phénomène que l'on appelle en linguistique « double marquage », et qui est identique au singulier et au pluriel. Ce marquage est placé à la fin d'un syntagme nominal, notamment après les pluriels en ene (en théorie ĝeš : « arbre », ĝešene : « arbres », ĝešeneke : « les arbres », mais en pratique les règles de ce marquage sont compliquées par les phénomènes de contraction combinés avec les effets du syllabaire et les interactions avec les autres cas). Un modèle plus récent, représenté entre autres par Gábor Zólyomi propose que les cas du sumérien sont utilisés pour marquer une valeur nominale au sujet ou au verbe. Selon ce modèle, il pourrait y avoir un nombre de cas considérablement plus élevé que les neuf habituellement définis.
Par exemple, les déclinaisons des substantifs lugal (« roi ») et ĝeš (« arbre ») sont les suivantes :
| Cas        | lugal (genre humain) | ĝeš (genre non-humain) | Fonction/Importance                     |
| ---------- | -------------------- | ---------------------- | --------------------------------------- |
| Absolutif  | lugal-Ø              | ĝeš-Ø                  | Sujet intransitif / Verbe transitif     |
| Ergatif    | lugal-e              | (ĝeš-e)                | Complément d'agent de verbes transitifs |
| Génitif    | lugal-ak             | ĝeš-ak                 | Du roi/arbre                            |
| Équat :    | lugal-gin            | ĝeš-gin                | Comme un roi/arbre                      |
| Datif      | lugal-ra             | -                      | Pour le roi                             |
| Allatif    | -                    | ĝeš-e                  | Vers l'arbre                            |
| Terminatif | lugal-še             | ĝeš-še                 | Dans la direction du roi/arbre          |
| Comitatif  | lugal-da             | ĝeš-da                 | Avec le roi/arbre                       |
| Locatif    | -                    | ĝeš-a                  | Dans l'arbre                            |
| Ablatif    | -                    | ĝeš-ta                 | En avant de l'arbre                     |
| Pluriel    | lugal-ene-ra         | -                      | Pour les rois                           |

### Les pronoms
Construction des pronoms personnels indépendants en sumérien :
|              | Singulier | Traduction   | Pluriel      | Traduction |
| ------------ | --------- | ------------ | ------------ | ---------- |
| 1re Personne | ĝe        | je           | me           | nous       |
| 2e Personne  | ze        | tu           | zu           | vous       |
| 3e Personne  | ane, ene  | il, elle, on | anene, enene | ils        |

Constructions des pronoms possessifs en sumérien :
|           | 1re Personne | 2e Personne   | 3e Personne |
| --------- | ------------ | ------------- | ----------- |
| Singulier | -ĝu          | -zu           | ni, -bi     |
| Pluriel   | -me          | -zu-ne-ne, za | (-a)-ne-ne  |

| Sumérien     | Français                       |
| ------------ | ------------------------------ |
| ama-zu       | Ta mère                        |
| dub-ba-ni    | Son conseil d'écriture         |
| ama-za(-k)   | Votre mère (génitif)           |
| dub-ba-ni-še | À son conseil d'administration |

### Chaîne nominale
Pour tous les syntagmes nominaux, il y a une séquence bien définie de positions. L'ordre est le suivant :
- 1 racine + 2 attributs adjectifs épithètes ou des participes + 3 chiffres + 4 attributs génitif (complément du nom) + 5 clauses relatives + 6 possessifs +
- 7 marques du pluriel + 8 appositions + 9 marqueurs de cas[50]

Les postes individuels d'un syntagme nominal peuvent être occupés comme suit :
| N° | Description            | Options d'instrumentation                          |
| -- | ---------------------- | -------------------------------------------------- |
| 1  | Racine                 | Nom                                                |
| 2  | Épithètes / participes | Adjectif ; verbe à l'infinitif                     |
| 3  | Chiffre / numéro       |                                                    |
| 4  | Attribut du génitif    | Complément du nom                                  |
| 5  | Relative               |                                                    |
| 6  | Possessifs             |                                                    |
| 7  | Marque du pluriel      | La marque du pluriel est le suffixe /ene/ ou /hia/ |
| 8  | Apposition             |                                                    |
| 9  | Marque des cas         |                                                    |

### Verbe
Le verbe sumérien a, comme le nom, une ou deux syllabes. Il est sujet à deux conjugaisons (transitive et intransitive) et à deux aspects (hamtu et maru, comme indiqué dans les grammaires akkadiennes du sumérien). Le sumérien a également été réputé avoir deux temps (passé et présent-futur), mais ceux-ci sont actuellement décrits comme aspects perfectifs ou imperfectifs.
Les terminaisons usuelles sont :
- 1re personne du singulier, intransitif = -en ;
- 1re personne du pluriel, intransitif = -en -dè -en ;
- 2e personne du singulier, intransitif = -en -zè -en.

Toutefois, la conjugaison sumérienne est plus complexe que celles de la plupart des langues modernes ; le verbe est soumis à un double marquage, qui indique la personne du sujet mais en outre celle du complément d'objet direct et des autres compléments, s'il y a lieu.
Exemple : mu.na.n.du.0 = « il a construit »
- mu = marqueur du définitif ou du très probable ;
- na = marque du datif (construire pour) ;
- n = agent 3e personne singulier ;
- du = radical (construire) ;
- 0 = absolutif.

La forme verbale sumérienne distingue un certain nombre de modes et d'accords avec le sujet ou l'objet, le nombre et le genre. La langue peut également intégrer des références pronominales à d'autres modificateurs de verbe, comme : e2- še3 ib2-ši-du-un « je vais à la maison », mais aussi e2-se3 i3-du-un « je vais à la maison » et simplement ib2-ši-du -un « je vais chez lui » sont possibles.
La racine verbale est presque toujours monosyllabique et forme une chaîne dite verbale. Les formes conjuguées peuvent recevoir des préfixes et des suffixes, tandis que les formes non conjuguées ne peuvent avoir que des suffixes. [réf. souhaitée] Globalement, les préfixes ont été divisés en trois groupes qui se produisent dans l'ordre suivant : préfixes modaux, « préfixes de conjugaison », et les préfixes pronominaux et dimensionnels.

#### Préfixes modaux
Les préfixes modaux sont /Ø/ (à l'indicatif), /nu-/, /la-/, /li-/ (négatif; /la/ et /li/) /ga -/, /ha/ ou /il-/, /u-/, /na-/ (négatif ou positif), /bara-/ (négatif ou vétitif), /nus-/ et /SA-/ avec davantage de l'assimilation de la voyelle. Leur signification peut dépendre de TA.

### Structure de la phrase nominale par rapport à d'autres langues
| N° | Langue       | Phrase nominale         | Analyse                               | Traduction               |
| -- | ------------ | ----------------------- | ------------------------------------- | ------------------------ |
| 1  | Sumérien     | šeš-ĝu-ene-ra           | Frère – possessif – pl – datif        | pour mes frères          |
| 2  | Turc         | kardeş-ler-im-e         | Frère – pl – possessif – datif        | à mes frères             |
| 3  | Mongol       | minu aqa-nar-dur        | Possessif Frère – pl – datif          | pour mes frères          |
| 4  | Hongrois     | testvér-ei_m-nek        | Frère/sœur – pl_possessif – datif     | pour/à mes frères/sœurs  |
| 5  | Finnois      | velji-lle-ni/sis-are-ni | Frère/sœur – pl – allatif – possessif | pour/à mes frères/sœurs  |
| 6  | Bouroushaski | u-mi-tsaro-alar         | Possessif – mère – pl                 | à leurs mères            |
| 7  | Basque       | zahagi berri-etan       | Tuyau Nouveau – pl                    | dans les nouveaux tuyaux |

Ces exemples montrent que dans les langues agglutinantes, les différents types de syntagmes nominaux sont possibles en ce qui concerne l'ordre de leurs éléments.

## Variétés
Deux variétés (ou sociolectes) du sumérien sont connues : l'émegir et l'émesal. Il y a entre les deux variétés des différences phonologiques et lexicales mais il n'y a pas de différences grammaticales.

### Émegir
L'émegir (en sumérien : 𒅴𒂠 EME.G̃IR), ême-ĝir ou eme.g̃ir, terme utilisé pour qualifier le sumérien en général, se présente comme étant le langage couramment parlé à Sumer.
L'émegir est considéré comme le dialecte d'arrivée et la langue expliquante du sumérien.
Il se pourrait que la prononciation de la forme standard eme.gir était tabou pour les femmes sumériennes.

### Émesal
Le statut de l’émesal est sujet à débat parmi les spécialistes.
Certains considèrent qu’il s’agit d’un exemple de « langue féminine » (comme il en existe ou a existé dans d’autres cultures, par exemple en garifuna ou en ubang), pour plusieurs raisons, notamment le fait que :
- Dans certains textes littéraires, une distinction est reconnaissable entre une forme ordinaire du sumérien, l'émegir, et une variété spécifique pour relater le discours féminin, l'émesal [56] ;
- Par ailleurs, les chansons rituelles réalisées par les galas ou kalous (en), prêtres de sexe masculin mais qui néanmoins adoptaient des comportements féminins, sont également rédigées en émesal (Thomsen explique : The occurrence of Emesal in cult songs is thus explained as due to the fact that the kalu priests who recited these songs were eunuchs, and not being regarded as men, they had to use women's language[56] - « L'occurrence de l'émesal dans les chants religieux est ainsi expliquée par le fait que les prêtres kalous qui récitaient ces chants étaient des eunuques, et n'étant pas considérés comme des hommes, ils devaient utiliser le langage féminin »);
- Enfin, pendant longtemps, il y a eu une confusion due au fait que le terme sumérien SAL était écrit avec le signe MUNUS (signifiant « femme »), laissant entendre qu’émesal signifiait littéralement « langue des femmes », et l’on croyait d’ailleurs que le terme sumérien pour « femme » était justement SAL, et non MUNUS ; aujourd’hui les chercheurs s’accordent sur le fait qu’émesal signifie « langue fine » ou « voix aiguë », possiblement en raison des différences phonologiques entre les deux variétés du sumérien[59],[60].

Cependant, tous les textes littéraires dans lesquels l'émesal était utilisé ont des contenus religieux ou sont associés à un contexte mythologique : d’autres spécialistes soutiennent donc qu’en-dehors de ce contexte, il n’existe aucune preuve historique de ce statut de « langue féminine » ; il se pourrait alors que l’émesal ait été, du moins originellement, un dialecte seulement géographique.
À contrario de l'émegir, l'émesal est considéré comme le dialecte de départ du sumérien.
Le vocabulaire émesal s'amorce par les noms de divinités et se termine par les noms d'esclaves,, principe qui se retrouve aussi en Égypte ancienne dans l'Onomasticon d'Amenemopet.

### Différences
Il n’existe pas de différences grammaticales entre l’émegir et l’émesal. Les seules différences sont d’ordre le plus souvent phonologique, et parfois également lexical,. Comme l'émesal modifie la prononciation des mots courants, les mots émesal ne peuvent pas être écrits logographiquement mais doivent être orthographiés syllabiquement. Les orthographes syllabiques sont un bon signe que l'on se trouve dans un contexte émesal, même si tous les mots d'un texte particulier ne sont pas systématiquement orthographiés correctement en émesal.

#### Exemples de différences phonologiques
| Emegir                                | Emesal                                | Traduction en français                |
| M remplace en émesal le Ĝ de l’émegir | M remplace en émesal le Ĝ de l’émegir | M remplace en émesal le Ĝ de l’émegir |
| ------------------------------------- | ------------------------------------- | ------------------------------------- |
| daĝal                                 | da-ma-al                              | vaste                                 |
| diĝir                                 | dìm-me-er                             | dieu ou déesse                        |
| ĝál                                   | ma-al                                 | être                                  |
| ĝar                                   | mar                                   | placer                                |
| ĝiš                                   | mu                                    | bois                                  |
| ĝu10                                  | -mu-                                  | mon, ma                               |
| ĝìri                                  | me-ri                                 | pied                                  |
| Ĝ remplace en émesal le M de l’émegir |                                       |                                       |
| šúm                                   | zé-èĝ                                 | donner                                |
| inim                                  | e-ne-èĝ                               | monde                                 |
| kalam                                 | ka-na-áĝ                              | nation                                |
| B remplace en émesal le G de l’émegir |                                       |                                       |
| a-ga (àga)                            | a-ba                                  | arrière                               |
| dug3                                  | zé-eb                                 | bon                                   |
| igi                                   | i-bí                                  | œil                                   |
| šag4                                  | šà-ab                                 | cœur                                  |
| niĝir                                 | li-bi-ir                              | héraut                                |
| U remplace en émesal le I de l’émegir |                                       |                                       |
| sipa(d)                               | su8-ba                                | berger                                |
| udu                                   | e-zé                                  | mouton                                |
| ì                                     | u5                                    | huile                                 |
| en                                    | ù-mu-un                               | seigneur                              |
| iri                                   | uru                                   | cité                                  |

#### Exemples de différences lexicales
| Emegir | Emesal   | Traduction |
| ------ | -------- | ---------- |
| nin    | ga-ša-an | dame       |
| lú     | mu-lu    | personne   |
| túm    | ir       | apporter   |
| a-na   | ta       | qui        |

,

## Exemple de texte
Translittération:

I.1-7: den-lil2 lugal kur-kur-ra ab-ba dingir-dingir-re2-ne-ke4 inim gi-na-ni-ta dnin-ĝir2-su dšara2-bi ki e-ne-sur 

8-12: me-silim lugal kiški-ke4 inim dištaran-na-ta eš2 GAN2 be2-ra ki-ba na bi2-ru2 

13-17: uš ensi2 ummaki-ke4 nam inim-ma diri-diri-še3 e-ak 

18-19: na-ru2-a-bi i3-pad 

20-21: eden lagaški-še3 i3-ĝen 

22-27: dnin-ĝir2-su ur-sag den-lil2-la2-ke4 inim si-sa2-ni-ta ummaki-da dam-ḫa-ra e-da-ak 

28-29: inim den-lil2-la2-ta sa šu4 gal bi2-šu4

30-31: SAḪAR.DU6.TAKA4-bi eden-na ki ba-ni-us2-us2

32-42: e2-an-na-tum2 ensi2 lagaški pa-bil3-ga en-mete-na ensi2 lagaški-ka-ke4 en-a2-kal-le ensi2 ummaki-da ki e-da-sur 

II.1-3a: e-bi id2 nun-ta gu2-eden-na-še3 ib2-ta-ni-ed2

3b: GAN2 dnin-ĝir2-su-ka 180 30 1/2 eš2 niĝ2-ra2 a2 ummaki-še3 mu-tak4 

3c: GAN2 lugal nu-tuku i3-kux(DU) 

4-5: e-ba na-ru2-a e-me-sar-sar 

6-8: na-ru2-a me-silim-ma ki-bi bi2-gi4 

9-10: eden ummaki-še3 nu-dab5 

11-18: im-dub-ba dnin-ĝir2-su-ka nam-nun-da-ki-gar-ra bara2 den-lil2-la2 bara2 dnin-ḫur-sag-ka bara2 dnin-ĝir2-su-ka bara2 dutu bi2-du3
Traduction

I.1-7: Enlil, le roi de toutes les terres, père de tous les dieux, par son commandement de l'entreprise, fixe la frontière entre Ningirsu et Shara.

8-12: Mesilim, roi de Kish, sur l'ordre de Ishtaran, mesuré sur le terrain et a mis en place une pierre là-bas

13-17: Ush, dirigeant d'Umma, a agi avec arrogance. 

18-19: Il a arraché la pierre 

20-21: et marcha vers la plaine de Lagash. 

22-27: Ningirsu, guerrier d'Enlil, sur son ordre juste, firent la guerre avec Umma. 

28-29: Sur l'ordre de Enlil, il jeta son grand filet de bataille au-dessus

30-31: et entassés tumulus pour lui sur la plaine.

32-42: Eanatum, souverain de Lagash, oncle de En-metena, souverain de Lagash, a fixé la frontière avec Enakale, dirigeant d'Umma ;

II.1-3a: fait le canal qui s'étend désormais à partir du canal de la Gu'edena ;

3b: à gauche un champ de Ningirsu d'une longueur 1,290 mètres, vers le côté d'Umma

3c: et établi comme terrain sans propriétaire.

4-5: Au fait sur le canal il a inscrit des pierres,

6-8: et a restauré la pierre de Mesilim.

9-10: Il n'a pas franchi la plaine d'Umma.

11-18: Sur la levée de Ningirsu, le « Namnundakigara », il a construit un sanctuaire dédié à Enlil, un sanctuaire pour Ninhursag, un sanctuaire pour Ningirsu et un sanctuaire pour Utu.